# Reculfoz
 Reculfoz  es una comuna y población de Francia, en la región de Franco Condado, departamento de Doubs, en el distrito de Pontarlier y cantón de Mouthe.
Su población en el censo de 1999 era de 40 habitantes.
Está integrada en la Communauté de communes des Hauts du Doubs .

## Demografía
| 38 | 37 | 29 | 27 | 40 | 40 |
| Para los censos de 1962 a 1999 la población legal corresponde a la población sin duplicidades (Fuente: INSEE [Consultar]) |    |    |    |    |    |